# Nathan Parsons

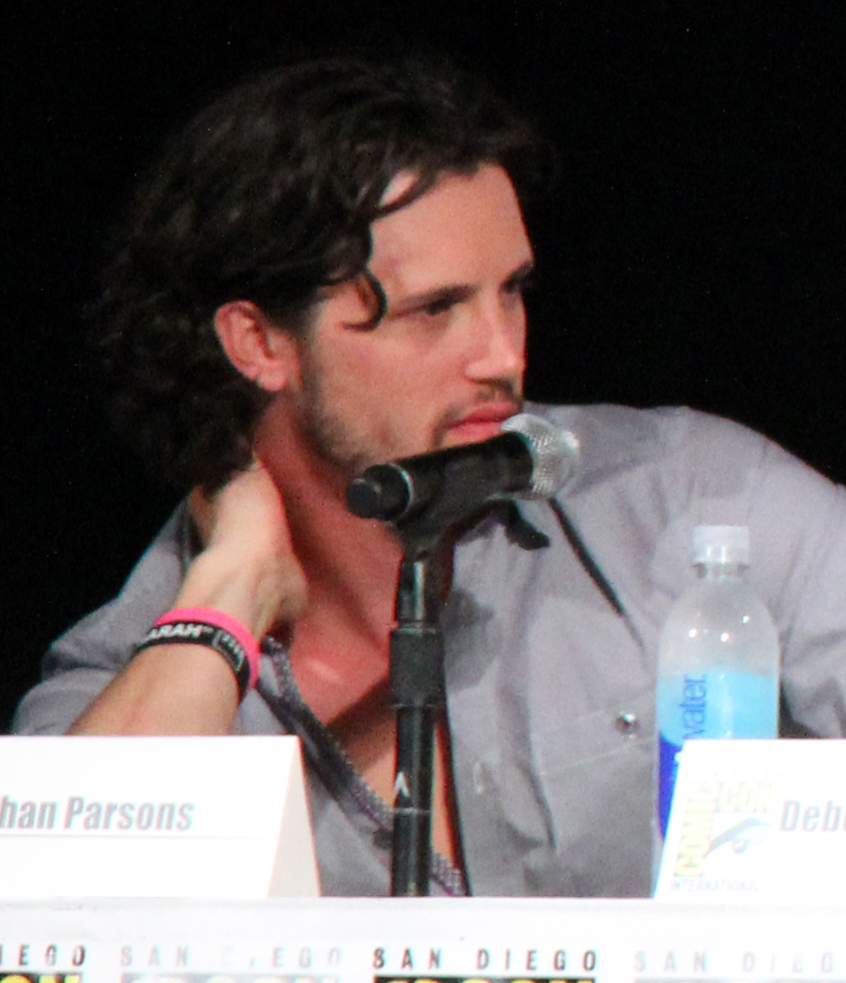
Nathan Parsons (2014)

Nathan Dean Parsons (* 16. Juni 1988 in Adelaide) ist ein australisch-amerikanischer Schauspieler.

## Leben und Karriere
Nathan Parsons wurde im Juni 1988 in Adelaide, South Australia, geboren und wuchs in Colorado und Texas auf. Er zog nach Los Angeles, um an der University of Southern California seinen Bachelor of Fine Arts Acting zu machen.
Parsons begann seine Karriere als Synchronsprecher für die japanische Anime-Fernsehserie Die Macht des Zaubersteins. Es folgten noch einige Synchrontätigkeiten, unter anderem für Hoshin Engi und King of Bandit Jing, bevor er 2007 seine erste Schauspielrolle in dem Horrorfilm Teeth – Wer zuletzt beißt, beißt am besten bekam. 2009 drehte er den Film The Brotherhood V: Alumni ab. Bekanntheit erlangte er vom 30. Januar 2009 bis zum 7. März 2012 als Ethan Lovett in der amerikanischen Soap General Hospital, wofür er 2012 für einen Daytime Emmy Award nominiert wurde. Zu der Serie kehrte er im Januar 2013 für zwei Folgen zurück. 2011 hatte er einen Gastauftritt in der ABC-Family-Sitcom State of Georgia.
Nach dem Ausstieg aus der Soap erhielt er die Nebenrolle des Godot in der Dramaserie New in Paradise. Die Serie wurde jedoch nach der ersten Staffel eingestellt. Im Jahr 2014 erhielt er eine Nebenrolle in der The-CW-Fernsehserie The Originals als Werwolf Jackson. Ab 2014 verkörperte er die Rolle des James in der siebten und letzten Staffel von True Blood, die zuvor von Luke Grimes gespielt wurde.

## Filmografie (Auswahl)
- 2007: Teeth – Wer zuletzt beißt, beißt am besten (Teeth)
- 2009–2012, 2013: General Hospital (Soap)
- 2009: The Brotherhood V: Alumni
- 2011: The Roommate
- 2011: State of Georgia (Fernsehserie, Episode 1x05)
- 2012–2013: New in Paradise (Bunheads, Fernsehserie, 7 Episoden)
- 2013: The Nightmare Nanny (Fernsehfilm)
- 2014: True Blood (Fernsehserie, 8 Episoden)
- 2014–2018: The Originals (Fernsehserie, 27 Episoden)
- 2016: Rosewood (Fernsehserie, Episode 2x06)
- 2017: Justice – Kein Erbarmen (Justice)
- 2017–2018: Once Upon a Time – Es war einmal … (Once Upon a Time, Fernsehserie, 10 Episoden)
- 2019–2022: Roswell, New Mexico (Fernsehserie)
- 2020: I Still Believe

## Auszeichnungen
Daytime Emmy Award
- 2012: Nominierung in der Kategorie Outstanding Younger Actor in a Drama Series für General Hospital